# Boksning under sommer-OL 1908
Boksning var for anden gang på det olympiske program under Sommer-OL 1908 i London. Den olympiske bokseturnering blev afviklet den 27. oktober 1908, og alle kampe blev således afviklet på én enkelt dag. Turneringen fandt sted på Northampton Institute, Clerkenwell, London. Ved turneringen fire år tidligere i St. Louis blev der bokset i syv vægtklasser, men i London havde arrangørerne skåret ned på antallet af vægtklasser, og der blev således ikke konkurreret i fluevægt og i weltervægt. Der blev således alene bokset i 5 vægtklasser.
I St. Louis deltog kun boksere fra værtsnationen, og der var også i London en stærk overvægt at deltagere fra Storbritannien, men der deltog dog også boksere fra andre lande. I den officielle rapport om turneringens afvikling er dog anført, at "udlændingene" med få undtagelser ikke havde tilstrækkelig høj klasse til at opnå medaljer. Samtlige medaljer, bortset fra en enkelt, gik da også til boksere fra Storbritannien eller Irland, der i 1908 var under engelsk herredømme. Danskeren Valdemar Holberg blev dog i rapporten sammen med australieren Reginald Baker fremhævet som de to eneste ikke-briter, der kunne hævde sig i turneringen, og af rapporten fremgår, at der kun var en enkelt kamp, hvor dommernes afgørelse kunne betvivles, og at Holberg "had rather hard luck" da han blev dømt som taber på point i sin kvartfinale. 

## Deltagere fra land
| Australien 1 | Danmark 2 | Frankrig 7 | Storbritannien 32 |

### Deltagere fra Danmark
Danmark stillede med to boksere i turneringen: Hemming Hansen og Valdemar Holberg , begge i letvægt. 
Hemming Hansen tabte sin første kamp i turneringen til Harry Johnson, der senere vandt bronze i turneringen. 
Valdemar Holberg var i sin første kamp oppe mod englænderen Matt Wells, der siden skulle blive professionel verdensmester i weltervægt. Efter en tæt kamp besluttede dommerne, at det var nødvendigt at bokserne boksede yderligere to minutter for at kunne finde en vinder, og efter tillægstiden besluttede de britiske dommere, at Valdemar Holberg var taberen.

## Medaljer efter land
| Medaljer ved OL 1908 pr. land | Medaljer ved OL 1908 pr. land | Medaljer ved OL 1908 pr. land | Medaljer ved OL 1908 pr. land | Medaljer ved OL 1908 pr. land | Medaljer ved OL 1908 pr. land |
| ----------------------------- | ----------------------------- | ----------------------------- | ----------------------------- | ----------------------------- | ----------------------------- |
| Nr.                           | Land                          | Guld                          | Sølv                          | Bronze                        | Total                         |
| 1                             | Storbritannien                | 5                             | 4                             | 5                             | 14                            |
| 2                             | Australien                    | 0                             | 1                             | 0                             | 1                             |

## Bantamvægt(52,62 kg)
| Medalje | Land | Bokser       |
| ------- | ---- | ------------ |
| Guld    | GBR  | Henry Thomas |
| Sølv    | GBR  | John Condon  |
| Bronze  | GBR  | William Webb |

Seks boksere stillede op i denne klasse, fem briter og én franskmand.

## Fjervægt(57,15 kg)
| Medalje | Land | Bokser         |
| ------- | ---- | -------------- |
| Guld    | GBR  | Richard Gunn   |
| Sølv    | GBR  | Charles Morris |
| Bronze  | GBR  | Hugh Roddin    |

Der deltog otte boksere; seks briter og to franskmænd.

## Letvægt(63,50 kg)
| Medalje | Land | Udøver            |
| ------- | ---- | ----------------- |
| Guld    | GBR  | Frederick Grace   |
| Sølv    | GBR  | Frederick Spiller |
| Bronze  | GBR  | Harry Johnson     |

I alt 12 boksere stillede op i klassen; ni briter, to danskere, og én franskmand.

## Mellemvægt(71,67 kg)
| Medalje | Land         | Bokser         |
| ------- | ------------ | -------------- |
| Guld    | GBR          | John Douglas   |
| Sølv    | Australasien | Reginald Baker |
| Bronze  | GBR          | William Philo  |

Ti boksere stillede op i klassen; seks briter, tre franskmænd og én fra Australasien

## Sværvægt(over 71,67 kg)
| Medalje | Land | Bokser          |
| ------- | ---- | --------------- |
| Guld    | GBR  | Albert Oldman   |
| Sølv    | GBR  | Sydney Evans    |
| Bronze  | GBR  | Frederick Parks |

Seks boksere deltog, alle fra Storbritannien.